# 變更集
變更集（changeset）是版本控制軟體中一組修改記錄的總和，以及這些修改記錄的元資訊，變更集是軟體倉庫內二個連續版本之間的差異比較，一般會將變更集視為是版本控制系統中原子性單元，無法再分割。變更集屬於同步模式。

## 術語
在Git版本控制系統中，會將變更集稱為commit，提交變更集（技術上應該說是snapshot）則會使用commit指令。
其他版本控制系統會用不同的名詞來表示變更集，在Darcs裡稱為「補丁」（patches），而Pijul稱為「變更」（changes）。

## 元資料
版本控制系統會在變更集中加上元資料。典型的元資料包括程式撰寫者的說明（在Git中稱為commit message）、撰寫者的姓名、提交的日期等。
不重複的識別碼是變更集的元資料中很重要的一部份。若是集中式的版本控制系統（像是Subversion或CVS），會直接用遞增的數字作為識別碼。分散式控制系統（例如git），則會在變更集上用密碼雜湊函數得到幾乎不可能重複的識別碼。

## 延伸閱讀
- Pool, Martin. . Martin Pool's blog. 2004  [2020-08-05]. （原始内容存档于2013-02-22）.
- Roundy, David. . Darcs User Manual.   [2020-08-05]. （原始内容存档于2010-06-11）.